# Ficus pumila
Ficus pumila är en mullbärsväxtart som beskrevs av Carl von Linné. Ficus pumila ingår i släktet fikonsläktet, och familjen mullbärsväxter. Utöver nominatformen finns också underarten F. p. awkeotsang.

## Bildgalleri

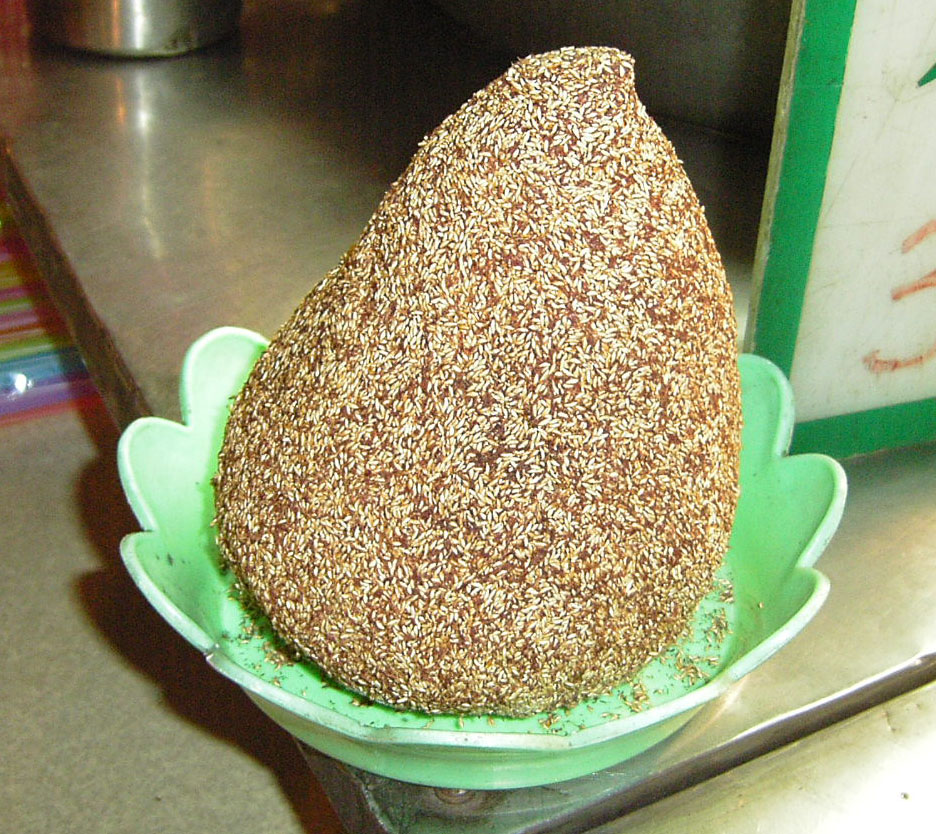
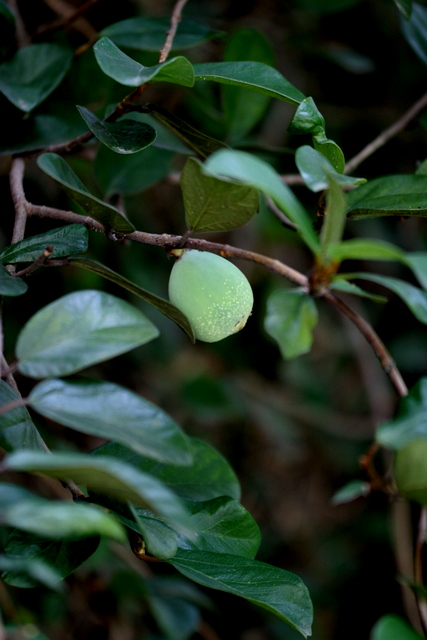
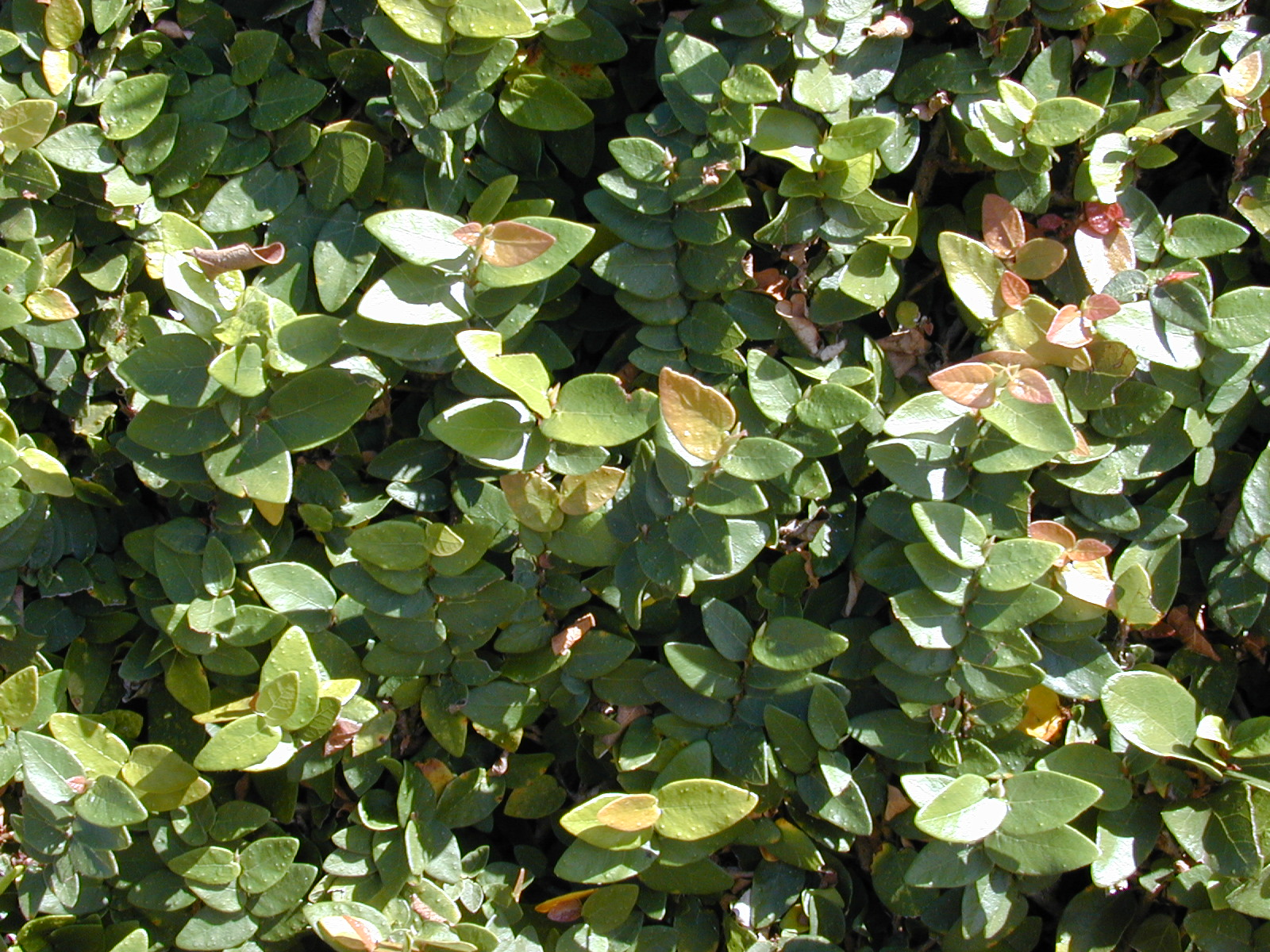
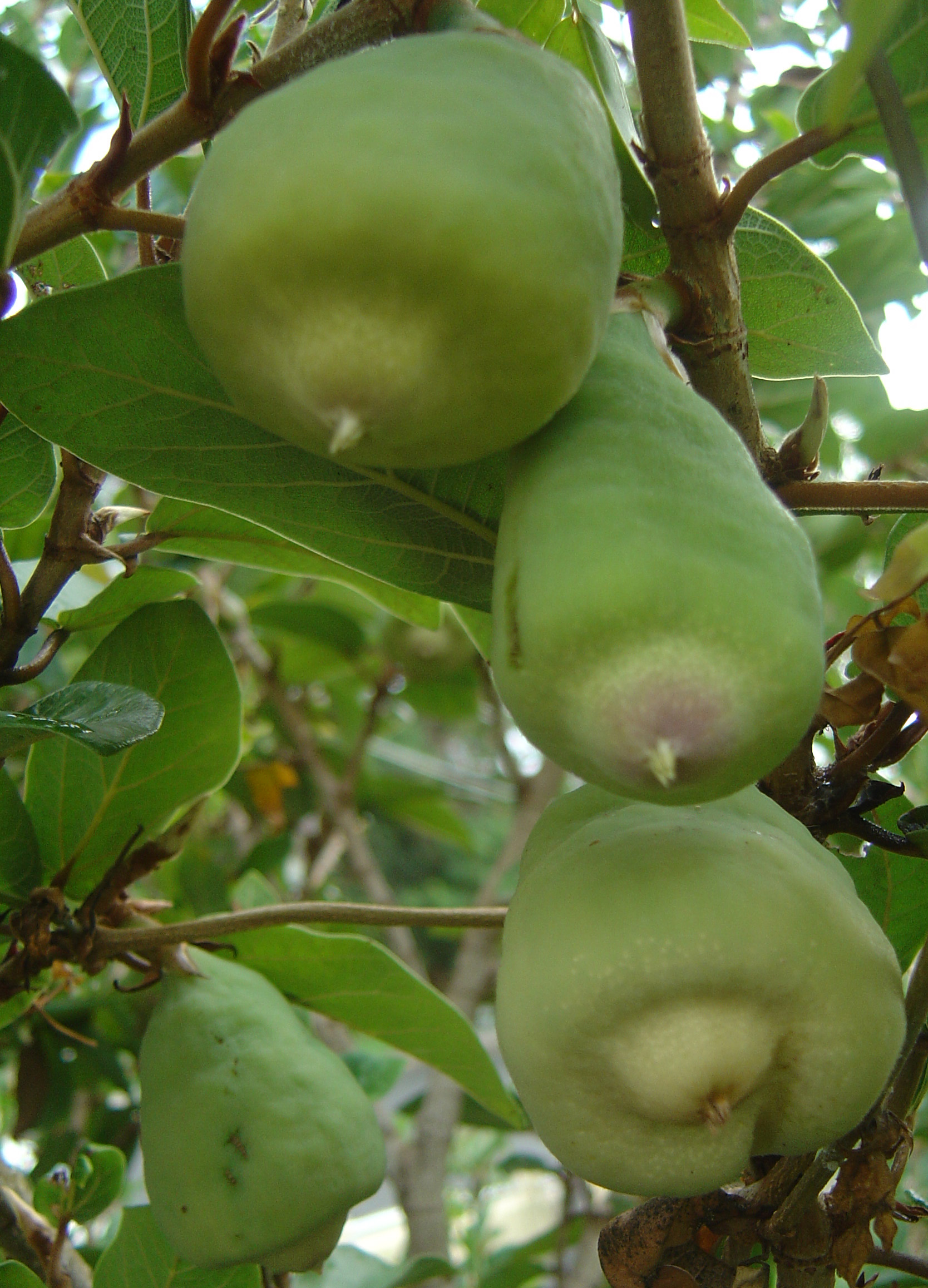
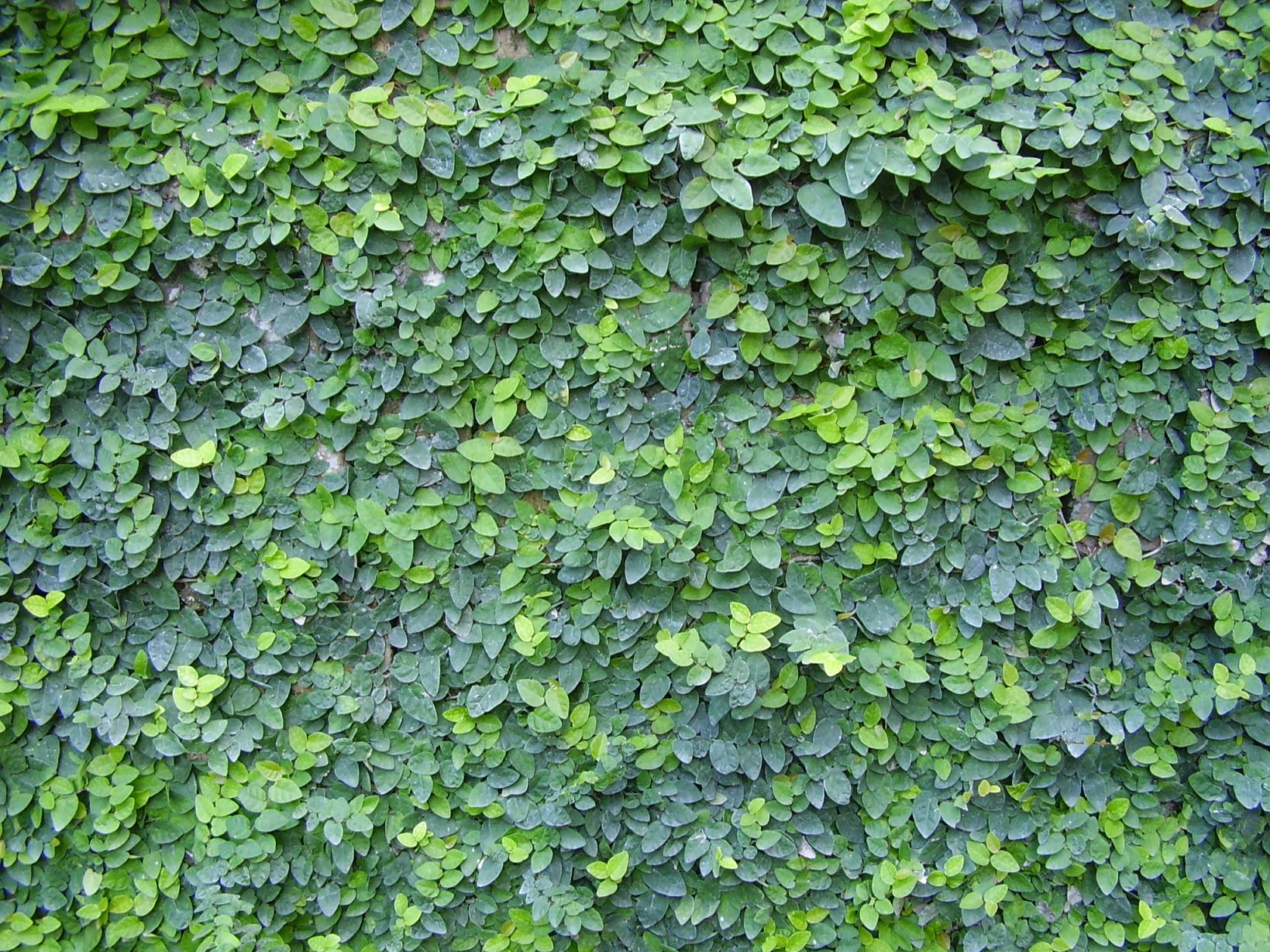
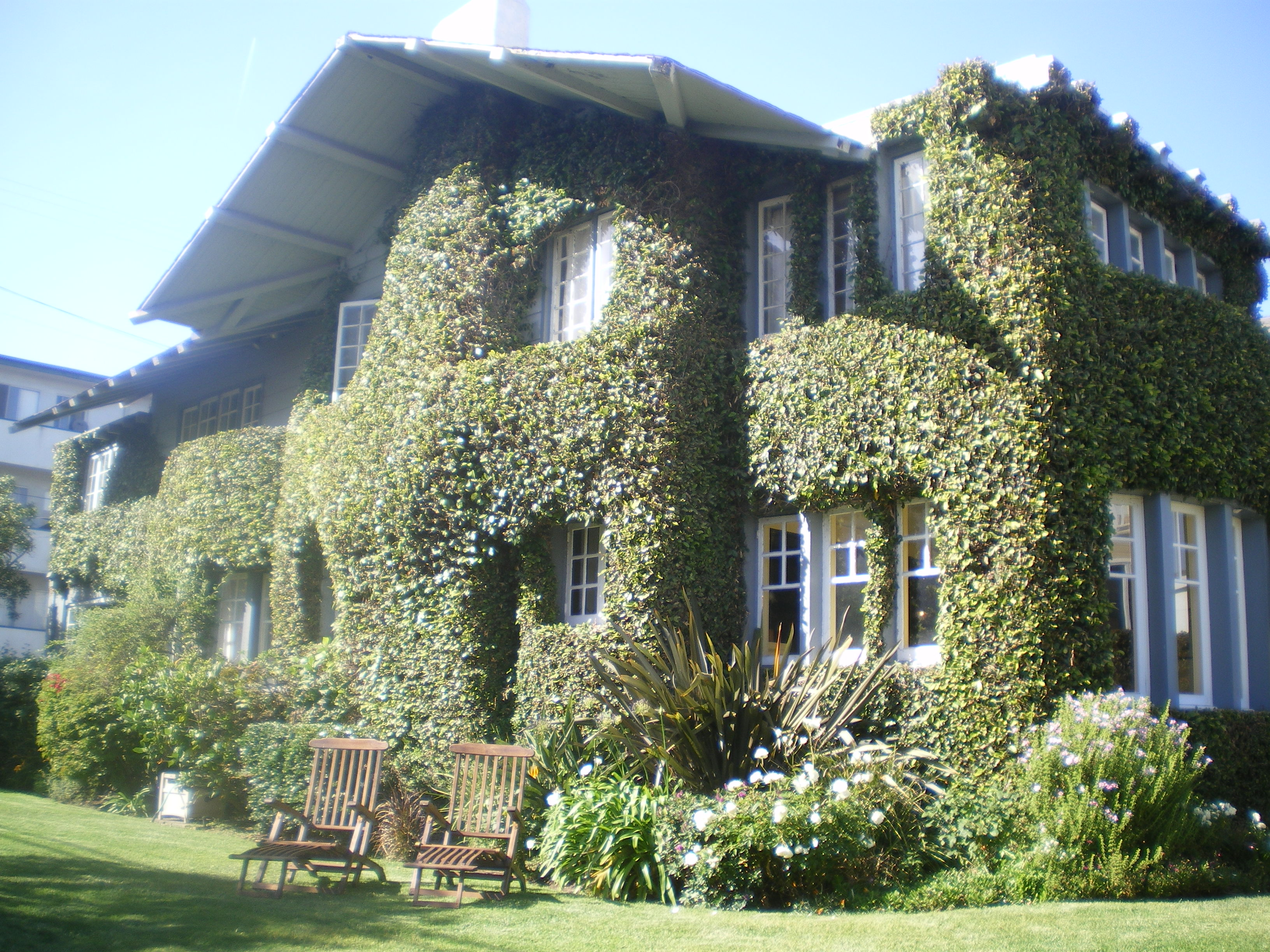